# Mael (chanteur)
Maël Leblanc, dit Mael Felicianni ou Mael, né le 2 mai 1974 à Laval est un auteur-compositeur-interprète français.

## Biographie
Mael naît en Mayenne et grandit à la campagne au son des Beatles et de Joan Baez qu'il écoute sans relâche en empruntant les vinyls de ses parents. En 1996, il crée avec des amis le groupe Twirl Comics qui obtient un réel succès public grâce à de nombreux concerts partout en France.
TAJH eleKtriKtion BASE, leur premier CD autoproduit (4 titres), s'écoule à presque 5 000 exemplaires. Ils refusent alors plusieurs propositions de maisons de disques et s'engagent auprès d'un tout jeune label et sortent un nouveau EP (4 titres) en 1998 "Desert 7 y pop ".
Cependant après de très nombreux concerts, le groupe se sépare et Mael entame une carrière solo. Son premier album, L'Extrême arrogance du poisson-rouge, réalisé par Matthieu Ballet 
(Thomas Fersen, Miossec) sort chez EMI en 2002. Il est salué par les critiques (Liberation, Les Inrock, Télérama, etc) mais reste discret. L'année suivante, après une année de concerts l'ayant rendu beaucoup plus visible (notamment en première partie de Miossec, Cali, Jean-Louis Murat), l'album ressort augmenté de plusieurs pistes (dont A Minha Menina une reprise de Jorge Ben Jor et de plusieurs versions live).
L'album détonne car si Mael a une voix douce et une instrumentation plutôt acoustique ses textes sont souvent empreints de cynisme et d'ironie. L'ambiguïté des chansons Demain Matin (un homme hésite à devenir tueur ou poète) et Attachée t'as toujours été très belle (un homme qui vend sa femme au plus offrant) lui valent des tentatives de procès de la part de diverses associations .
En 2005 Kung-fu et autres Cirques de bord de mer, son deuxième album, sort et continue de creuser la même veine douce-amère dans une ambiance pleine d'embruns marins. La chanteuse du groupe Dolly  Manu prêtera sa voix pour les chœurs de Princesse d'Alaska. L'album une fois encore rencontre un joli succès d'estime.
Mael continue alors sa carrière en toute discrétion, en collaborant avec d'autres artistes comme auteur ou compositeur Cristina Marocco, Jane Birkin, Zoé Avril ou Dolly.
C'est en décembre 2012 qu'il annonce la sortie de Mary Daisy Jane Junior, son nouvel album. Pensé comme une bande originale de film (en l'occurrence un western), l'album est entièrement instrumental, jouant sur le mélange d'instruments vintages, de samples et de bruitages. Le livret écrit par Éric Dauzon reprend une partie du journal de "bord" de Mary Daisy Jane (lointaine descendante de Calamity Jane illustré par les photos de Christophe Frénelle .
En parallèle d’un nouveau projet musical  électro-Folk house intitulé Paµle en duo avec sa complice Constance, Mael prépare un nouvel album chanson attendu pour fin 2014.

## Engagement
Mael a toujours été engagé dans son département, il soutient diverses associations visant à promouvoir la culture et sa diffusion en Mayenne (l'association de cinéma art et essai Atmosphère53, une association pour aider les jeunes groupes, etc.) Son engagement se fait aussi auprès d'associations de protection de l'environnement comme la Surfrider Foundation ou Greenpeace, wwf…
Lors des élections municipales de 2008 il marque son engagement en étant présent sur la liste de Guillaume Garot (PS-PRG-Verts-PCF) pour la mairie de Laval. Le soir du premier tour, le jeune député est élu maire de Laval avec 50,24 % des voix.

## Discographie

### Twirl Comics

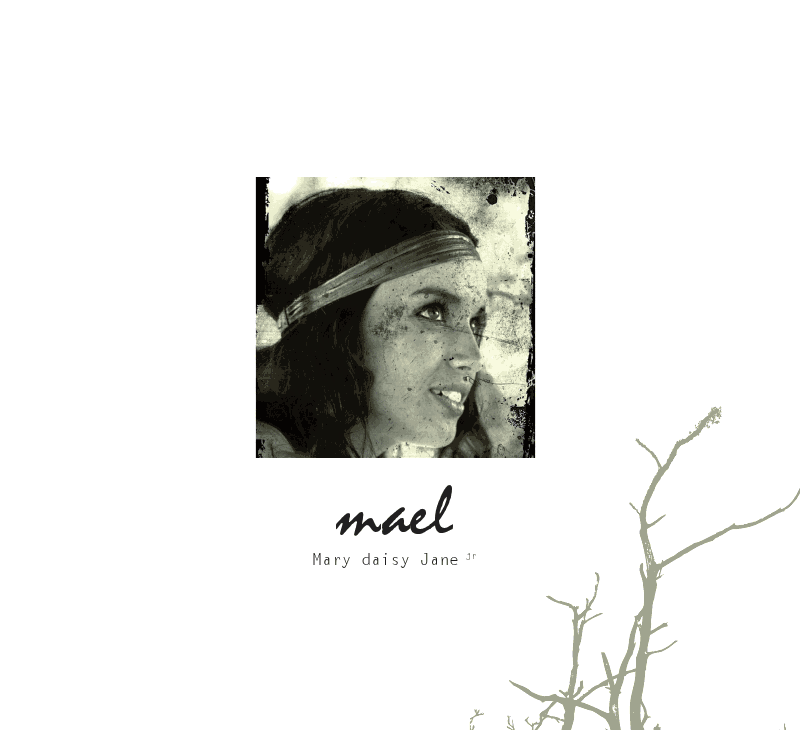
3e album de Mael : Mary Daisy Jane

- 1997 : TAJH eleKtriKtion BASE, auto-production.
- 1997 : Crash city, maxi 45, auto-production.
- 1998 : Desert 7'Pop, Tajh Records.

### Solo
- 2002 : L'Extrême arrogance du poisson-rouge, EMI.
- 2005 : Kung-fu et autres Cirques de bord de mer,Bansaî records/Night and Day.
- 2012 : Mary Daisy Jane Junior.
- 2014 : Single Paµle - Be my second Breath.